# Boize (Zarrentin am Schaalsee)
Boize ist ein Ortsteil der Stadt Zarrentin am Schaalsee im Landkreis Ludwigslust-Parchim im Westen von Mecklenburg-Vorpommern.
Der Ort liegt westlich des Kernortes von Zarrentin und nordwestlich von Testorf an der Landesstraße L 04 und an der Boize, einem 30 Kilometer langen rechten Nebenfluss der Sude. Östlich erstreckt sich das 433 ha große FFH-Gebiet Testorfer Wald und Kleingewässerlandschaft (siehe Liste der FFH-Gebiete in Mecklenburg-Vorpommern), etwa 0,7 km westlich verläuft die Landesgrenze zu Schleswig-Holstein. 

## Geschichte
Im Jahr 1957 wurde Boize an Zarrentin angeschlossen.

## Sehenswürdigkeiten

### Baudenkmale
In der Liste der Baudenkmale in Zarrentin am Schaalsee ist für Boize kein Baudenkmal aufgeführt.